# Hae Coni
Hae Coni (Hae-Coni, Haeconi, Haekoni) ist ein osttimoresischer Suco im Verwaltungsamt Baguia (Gemeinde Baucau).

## Geographie

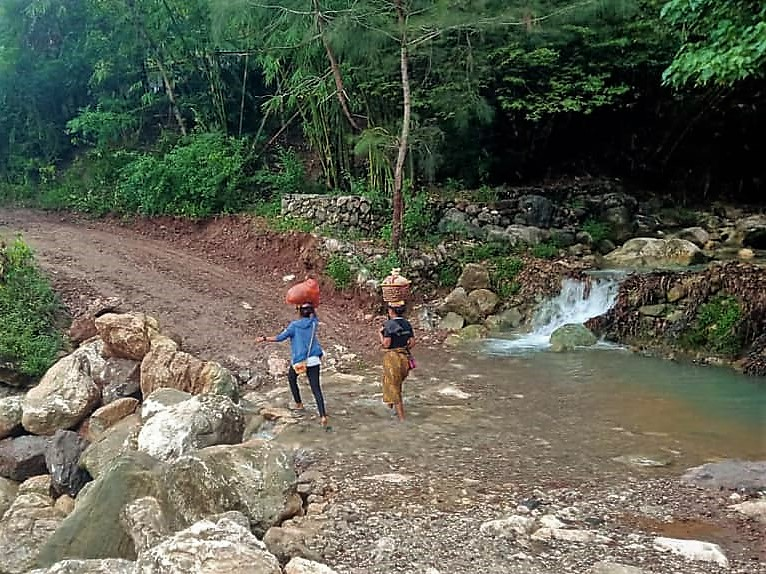
Flussübergang in Hae Coni (2021)

Hae Coni liegt im Südwesten des Verwaltungsamts Baguia. Nordöstlich liegt der Suco Samalari, östlich die Sucos Alawa Craik und Alawa Leten, südlich der Suco Osso Huna und südwestlich der Suco Afaloicai. Im Südwesten grenzt Hae Coni an das Verwaltungsamt Uatucarbau mit seinem Suco Afaloicai und im Westen an die Verwaltungsämter Quelicai mit seinen Sucos Bualale und Letemumo und Quelicai Antigo mit seinen Sucos Uaitame und Guruça. Die Grenze zu Uatucarbau bildet der Bassaruai, ein Quellfluss des Irebere, der der Südgrenze Richtung Osten folgt. Im Westen erhebt sich an der Grenze der Matebian mit seinen beiden Gipfeln, dem Matebian Mane im Südwesten und dem Matebian Feto weiter nördlich. Eine Reihe kleinerer Berge liegen im Westen und Nordwesten: der Da’e-Butiri (Dare, 1683 m,Lage), der Labalou, der Boluba, der Solubo, der Uamata, der Bahaboba und der Rufa.
Hae Coni hat eine Fläche von 18,54 km² und teilt sich in die sechs Aldeias Afalari, Bahatata, Basarauai, Larigua, Lari Sula (Larisula) und Uaiboro.
Eine Überlandstraße, die vom Ort Baguia kommt, führt durch den Süden des Sucos. Beiderseits liegen die größeren Ortschaften des Sucos. Afalari, Bahatata, Basarauai (Bacarauai, Bacarui, Baçar Uai), Hae Coni Larigua, Malulai, Namanei und Uaiboro (Uai Boro, Waiburu, Oeiburu).
Im Ort Hae Coni befindet sich die Grundschule des Sucos.

## Einwohner

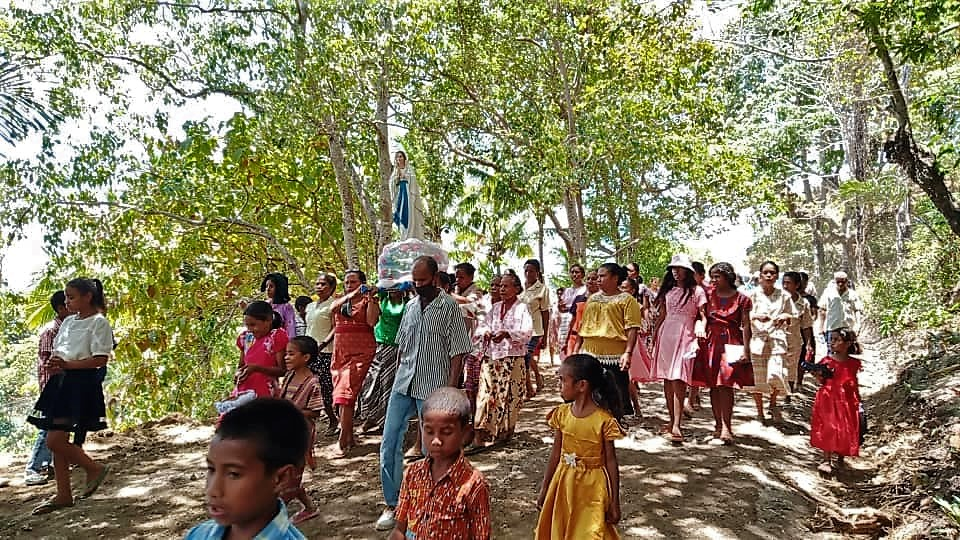
Prozession in Hae Coni

In Hae Coni leben 1.817 Einwohner (2022), davon sind 962 Männer und 855 Frauen. Im Suco gibt es 349 Haushalte. Über 90 % der Einwohner geben Makasae als ihre Muttersprache an. Über 5 % sprechen Tetum Prasa.

## Politik
Bei den Wahlen von 2004/2005 wurde Anselmo Simões zum Chefe de Suco gewählt und 2009 in seinem Amt bestätigt. Bei den Wahlen 2016 gewann Luís de Oliveira und wurde 2023 in seinem Amt bestätigt.
2023 wurden als Chefe de Aldeias gewählt: António Corsino Barbosa (Afalari), Abilio Pinto (Bahatata), Estevão dos Reis Pereira (Basarauai), Luís da Cruz Barros (Larigua), Pedro Barros (Lari Sula) und Octavio Pereira (Uaiboro).